# Großer Preis von Italien 1999
Der Große Preis von Italien 1999 (offiziell 70º Gran Premio Campari d’Italia) fand am 12. September auf dem Autodromo Nazionale di Monza in Monza statt und war das 13. Rennen der Formel-1-Weltmeisterschaft 1999.

## Bericht

### Hintergrund
Nach dem Großen Preis von Belgien führte Mika Häkkinen in der Fahrerwertung mit einem Punkt vor Eddie Irvine und mit 14 Punkten vor David Coulthard. In der Konstrukteurswertung führte McLaren-Mercedes mit neun Punkten vor Ferrari und mit 59 Punkten vor Jordan-Mugen-Honda.
Vor dem Rennen gab Ferrari bekannt, dass der bisherige Stewart-Pilot Rubens Barrichello mit der Saison 2000 Irvine ersetzen wird. Der Nordire hingegen wechselte zum ab der nächsten Saison neu antretenden Formel-1-Team Jaguar.
Der verletzte Michael Schumacher wurde zum fünften Mal von Mika Salo ersetzt.
Mit Damon Hill (zweimal), Coulthard und Johnny Herbert (jeweils einmal) traten drei ehemalige Sieger zu diesem Grand Prix an.

### Training

#### Freitagstraining
Ralf Schumacher sicherte sich die Bestzeit mit 1:24,507 Minuten vor Jarno Trulli, Alessandro Zanardi, Jean Alesi, Häkkinen und Olivier Panis. Die Ferrari-Piloten Irvine und Salo erreichten nur die Plätze 16 und 17 mit knapp 1,4 Sekunden Rückstand jeweils auf die schnellste Rundenzeit. Der langsamste Fahrer, Toranosuke Takagi, lag rund dreieinhalb Sekunden hinter der Bestzeit.

#### Samstagstraining
Heinz-Harald Frentzen holte sich mit 1:23,142 Minuten die Bestzeit vor Coulthard, Häkkinen, Zanardi, Trulli und Barrichello. Salo und Irvine konnten ihre Platzierungen zum Vortag verbessern und belegten die Plätze zehn und zwölf. Der langsamste Fahrer, Takagi, lag rund dreieinhalb Sekunden hinter der Bestzeit.

### Qualifying
Häkkinen sicherte sich mit 1:22,432 Minuten die Pole-Position vor Frentzen, Coulthard, Zanardi, Ralf Schumacher und Salo. Der zweite Ferrari-Pilot Irvine belegte den achten Platz mit beinahe eineinhalb Sekunden Rückstand. Der langsamste Fahrer, Takagi, lag rund vier Sekunden hinter der Bestzeit.

### Warm-Up
Barrichello erzielte mit 1:25,397 Minuten die schnellste Runde vor Coulthard, Häkkinen, Pedro Diniz, Herbert und Jacques Villeneuve. Die Ferrari-Piloten Irvine und Salo belegten die Plätze 14 und 18. Der langsamste Fahrer, Pedro de la Rosa, lag rund drei Sekunden hinter der Bestzeit.

### Rennen
Häkkinen konnte sehr gut starten und somit die Führung behaupten, Frentzen hingegen hatte einen schlechten Start und rutschte hinter Coulthard und Zanardi auf Platz vier zurück. Marc Gené fuhr nach der ersten Kurve auf de la Rosas Vorderrad auf und stieg mit seinem Wagen auf. In der Variante della Roggia schließlich passierte Gené dasselbe Missgeschick erneut, nur diesmal musste er nach der Kollision mit de la Rosa im Kiesbett aufgeben. Im Verlauf der ersten Runde verlor Coulthard wieder Plätze, während Frentzen an Zanardi vorbeigehen konnte. Mit Beginn der zweiten Runde führte Häkkinen vor Frentzen, Zanardi, Ralf Schumacher, Salo und Coulthard. In der ersten Kurve flogen Giancarlo Fisichella und Diniz unabhängig voneinander ab und mussten das Rennen aufgeben. Fisichella verbremste sich und musste aufs Gras ausweichen, um eine Kollision zu vermeiden, doch dort drehte er sich in die Leitplanke. Diniz wiederum musste, nachdem er Alexander Wurz überholt hatte, ausweichen und kam auf das Gras, wo er sich wie Fisichella rausdrehte.
Coulthard begann nun, Salo für den fünften Platz zu jagen, doch Barrichello konnte nach der Parabolica besser beschleunigen und überholte in Runde zehn vor der ersten Schikane Coulthard. Eine Runde später musste Wurz, dessen Wagen sehr schlecht abgestimmt war, mit Getriebeschaden auf Höhe der Zielmarkierung aufgeben. In Runde 18 konnte Barrichello auch an Salo vorbei gehen, sieben Runden später war Barrichello schon auf Platz vier vor Zanardi, Salo und Coulthard. In Runde 24 kämpften Takagi und Luca Badoer um den vorletzten Platz, vor der Schikane verbremste sich Takagi und fuhr auf Badoers Wagen und saß kurzzeitig auf den Minardi auf. Badoer musste das Rennen aufgeben, Takagi konnte vorerst weiterfahren, bis er sich in Runde 35 aus dem Rennen drehte.
Nach Beginn der 30. Runde drehte sich Häkkinen in Führung liegend, wie in San Marino, nach einem Fahrfehler ins Kiesbett und musste das Rennen aufgeben. Häkkinen warf direkt nach Stillstand des Wagens das Lenkrad aus dem Wagen. Frentzen lag nun in Führung, bis er in Runde 36 die Boxengasse aufsuchte und nach 7,6 Sekunden Stehzeit das Rennen hinter Salo und Coulthard auf Platz drei wieder aufnehmen konnte. Direkt danach ging Irvine an die Box und erledigte nach nur 6,9 Sekunden seinen Stopp. Die schnelle Arbeit der Mechaniker konnte Irvine vor Zanardi auf Platz sechs bringen. Währenddessen führte Salo mit Ferrari den italienischen Grand Prix an, bis er in Runde 37 zusammen mit dem Zweitplatzierten Coulthard an die Box ging. Salos Stehzeit betrug erneut 6,9 Sekunden, Coulthard hatte Probleme beim Nachtanken und konnte erst nach 7,6 Sekunden weiterfahren. Nach den einzigen Boxenstopps führte Frentzen vor Ralf Schumacher, Salo, Barrichello, Coulthard und auf Platz sechs Irvine. In dieser Konstellation blieben die besten sechs Fahrer, womit Frentzen vor Ralf Schumacher und Salo das Rennen gewinnen konnte. Für Frentzen sollte es der letzte Sieg in der Formel-1-Weltmeisterschaft sein.
Den Pokal für den siegreichen Konstrukteur Jordan nahm Eddie Jordan von Gianni Petrucci, dem Präsidenten des Nationalen Olympischen Komitees von Italien, entgegen.
Ralf Schumacher sicherte sich mit 1:25,579 Minuten die schnellste Runde.
In der Fahrerwertung waren Häkkinen und Irvine nun punktgleich an der Spitze. Dritter war wieder Frentzen. In der Konstrukteurswertung blieben die ersten drei Positionen unverändert.

### Nach dem Rennen
Fisichellas ausgeschiedener Benetton B199 wurde nicht ins Fahrerlager gebracht und verblieb daher bei der Rennstrecke bis zum Ende. Dort verschafften sich einige Fans unerlaubt Zutritt zum Wagen und rissen einige Karosserieteile für „Souvenirs“ ab.

## Meldeliste
| Team                         | Nr. | Fahrer                | Chassis        | Motor                 | Reifen |
| ---------------------------- | --- | --------------------- | -------------- | --------------------- | ------ |
| West McLaren Mercedes        | 01  | Mika Häkkinen         | McLaren MP4/14 | Mercedes-Benz 3.0 V10 | B      |
| West McLaren Mercedes        | 02  | David Coulthard       | McLaren MP4/14 | Mercedes-Benz 3.0 V10 | B      |
| Scuderia Ferrari Marlboro    | 03  | Mika Salo             | Ferrari F399   | Ferrari 3.0 V10       | B      |
| Scuderia Ferrari Marlboro    | 04  | Eddie Irvine          | Ferrari F399   | Ferrari 3.0 V10       | B      |
| Winfield Williams            | 05  | Alessandro Zanardi    | Williams FW21  | Supertec 3.0 V10      | B      |
| Winfield Williams            | 06  | Ralf Schumacher       | Williams FW21  | Supertec 3.0 V10      | B      |
| Benson & Hedges Jordan       | 07  | Damon Hill            | Jordan 199     | Mugen-Honda 3.0 V10   | B      |
| Benson & Hedges Jordan       | 08  | Heinz-Harald Frentzen | Jordan 199     | Mugen-Honda 3.0 V10   | B      |
| Mild Seven Benetton Playlife | 09  | Giancarlo Fisichella  | Benetton B199  | Playlife 3.0 V10      | B      |
| Mild Seven Benetton Playlife | 10  | Alexander Wurz        | Benetton B199  | Playlife 3.0 V10      | B      |
| Red Bull Sauber Petronas     | 11  | Jean Alesi            | Sauber C18     | Petronas 3.0 V10      | B      |
| Red Bull Sauber Petronas     | 12  | Pedro Diniz           | Sauber C18     | Petronas 3.0 V10      | B      |
| Arrows                       | 14  | Pedro de la Rosa      | Arrows A20     | Arrows 3.0 V10        | B      |
| Arrows                       | 15  | Toranosuke Takagi     | Arrows A20     | Arrows 3.0 V10        | B      |
| Stewart Ford                 | 16  | Rubens Barrichello    | Stewart SF3    | Ford Cosworth 3.0 V10 | B      |
| Stewart Ford                 | 17  | Johnny Herbert        | Stewart SF3    | Ford Cosworth 3.0 V10 | B      |
| Gauloises Prost Peugeot      | 18  | Olivier Panis         | Prost AP02     | Peugeot 3.0 V10       | B      |
| Gauloises Prost Peugeot      | 19  | Jarno Trulli          | Prost AP02     | Peugeot 3.0 V10       | B      |
| Fondmetal Minardi Ford       | 20  | Luca Badoer           | Minardi M01    | Ford 3.0 V10          | B      |
| Fondmetal Minardi Ford       | 21  | Marc Gené             | Minardi M01    | Ford 3.0 V10          | B      |
| British American Racing      | 22  | Jacques Villeneuve    | BAR 01         | Supertec 3.0 V10      | B      |
| British American Racing      | 23  | Ricardo Zonta         | BAR 01         | Supertec 3.0 V10      | B      |

## Klassifikation

### Qualifying
| Pos.                                                                       | Fahrer                | Konstrukteur       | Zeit     | Start |
| -------------------------------------------------------------------------- | --------------------- | ------------------ | -------- | ----- |
| 01                                                                         | Mika Häkkinen         | McLaren-Mercedes   | 1:22,432 | 01    |
| 02                                                                         | Heinz-Harald Frentzen | Jordan-Mugen-Honda | 1:22,926 | 02    |
| 03                                                                         | David Coulthard       | McLaren-Mercedes   | 1:23,177 | 03    |
| 04                                                                         | Alessandro Zanardi    | Williams-Supertec  | 1:23,432 | 04    |
| 05                                                                         | Ralf Schumacher       | Williams-Supertec  | 1:23,636 | 05    |
| 06                                                                         | Mika Salo             | Ferrari            | 1:23,657 | 06    |
| 07                                                                         | Rubens Barrichello    | Stewart-Ford       | 1:23,739 | 07    |
| 08                                                                         | Eddie Irvine          | Ferrari            | 1:23,765 | 08    |
| 09                                                                         | Damon Hill            | Jordan-Mugen-Honda | 1:23,979 | 09    |
| 10                                                                         | Olivier Panis         | Prost-Peugeot      | 1:24,016 | 10    |
| 11                                                                         | Jacques Villeneuve    | BAR-Supertec       | 1:24,188 | 11    |
| 12                                                                         | Jarno Trulli          | Prost-Peugeot      | 1:24,293 | 12    |
| 13                                                                         | Jean Alesi            | Sauber-Petronas    | 1:24,591 | 13    |
| 14                                                                         | Alexander Wurz        | Benetton-Playlife  | 1:24,593 | 14    |
| 15                                                                         | Johnny Herbert        | Stewart-Ford       | 1:24,594 | 15    |
| 16                                                                         | Pedro Diniz           | Sauber-Petronas    | 1:24,596 | 16    |
| 17                                                                         | Giancarlo Fisichella  | Benetton-Playlife  | 1:24,862 | 17    |
| 18                                                                         | Ricardo Zonta         | BAR-Supertec       | 1:25,114 | 18    |
| 19                                                                         | Luca Badoer           | Minardi-Ford       | 1:25,348 | 19    |
| 20                                                                         | Marc Gené             | Minardi-Ford       | 1:25,695 | 20    |
| 21                                                                         | Pedro de la Rosa      | Arrows             | 1:26,383 | 21    |
| 22                                                                         | Toranosuke Takagi     | Arrows             | 1:26,509 | 22    |
| 107-Prozent-Zeit: 1:28,202 min (bezogen auf die Bestzeit von 1:22,432 min) |                       |                    |          |       |

### Rennen
| Pos. | Fahrer                | Konstrukteur       | Runden | Stopps | Zeit        | Start | Schnellste Runde |
| ---- | --------------------- | ------------------ | ------ | ------ | ----------- | ----- | ---------------- |
| 01   | Heinz-Harald Frentzen | Jordan-Mugen-Honda | 53     | 1      | 1:17:02,923 | 02    | 1:25,917 (32.)   |
| 02   | Ralf Schumacher       | Williams-Supertec  | 53     | 1      | + 3,272     | 05    | 1:25,579 (48.)   |
| 03   | Mika Salo             | Ferrari            | 53     | 1      | + 11,932    | 06    | 1:25,630 (44.)   |
| 04   | Rubens Barrichello    | Stewart-Ford       | 53     | 1      | + 17,630    | 07    | 1:25,825 (51.)   |
| 05   | David Coulthard       | McLaren-Mercedes   | 53     | 1      | + 18,142    | 03    | 1:25,832 (32.)   |
| 06   | Eddie Irvine          | Ferrari            | 53     | 1      | + 27,402    | 08    | 1:26,387 (48.)   |
| 07   | Alessandro Zanardi    | Williams-Supertec  | 53     | 0      | + 28,047    | 04    | 1:26,047 (51.)   |
| 08   | Jacques Villeneuve    | BAR-Supertec       | 53     | 1      | + 41,797    | 11    | 1:26,338 (48.)   |
| 09   | Jean Alesi            | Sauber-Petronas    | 53     | 1      | + 42,198    | 13    | 1:25,911 (52.)   |
| 10   | Damon Hill            | Jordan-Mugen-Honda | 53     | 1      | + 56,259    | 09    | 1:26,342 (41.)   |
| –    | Olivier Panis         | Prost-Peugeot      | 52     | 2      | DNF         | 10    | 1:25,953 (31.)   |
| –    | Johnny Herbert        | Stewart-Ford       | 40     | 1      | DNF         | 15    | 1:26,253 (18.)   |
| –    | Toranosuke Takagi     | Arrows             | 35     | 1      | DNF         | 22    | 1:29,216 (12.)   |
| –    | Pedro de la Rosa      | Arrows             | 35     | 2      | DNF         | 21    | 1:28,516 (15.)   |
| –    | Mika Häkkinen         | McLaren-Mercedes   | 29     | 0      | DNF         | 01    | 1:26,060 (24.)   |
| –    | Jarno Trulli          | Prost-Peugeot      | 29     | 1      | DNF         | 12    | 1:26,493 (23.)   |
| –    | Ricardo Zonta         | BAR-Supertec       | 25     | 1      | DNF         | 18    | 1:26,945 (24.)   |
| –    | Luca Badoer           | Minardi-Ford       | 23     | 0      | DNF         | 19    | 1:28,914 (10.)   |
| –    | Alexander Wurz        | Benetton-Playlife  | 11     | 0      | DNF         | 14    | 1:28,338 (06.)   |
| –    | Pedro Diniz           | Sauber-Petronas    | 1      | 0      | DNF         | 16    | –                |
| –    | Giancarlo Fisichella  | Benetton-Playlife  | 1      | 0      | DNF         | 17    | –                |
| –    | Marc Gené             | Minardi-Ford       | 0      | 0      | DNF         | 20    | –                |

## WM-Stände nach dem Rennen
Die ersten sechs des Rennens bekamen 10, 6, 4, 3, 2 bzw. 1 Punkt(e).

### Fahrerwertung
| Pos. | Fahrer                | Konstrukteur           | Punkte |
| ---- | --------------------- | ---------------------- | ------ |
| 01   | Mika Häkkinen         | McLaren-Mercedes       | 60     |
| 02   | Eddie Irvine          | Ferrari                | 60     |
| 03   | Heinz-Harald Frentzen | Jordan-Mugen-Honda     | 50     |
| 04   | David Coulthard       | McLaren-Mercedes       | 48     |
| 05   | Michael Schumacher    | Ferrari                | 32     |
| 06   | Ralf Schumacher       | Williams-Supertec      | 30     |
| 07   | Rubens Barrichello    | Stewart-Ford           | 15     |
| 08   | Giancarlo Fisichella  | Benetton-Playlife      | 13     |
| 09   | Mika Salo             | Ferrari / BAR-Supertec | 10     |
| 10   | Damon Hill            | Jordan-Mugen-Honda     | 7      |
| 11   | Alexander Wurz        | Benetton-Playlife      | 3      |
| 12   | Pedro Diniz           | Sauber-Petronas        | 3      |

| Pos. | Fahrer             | Konstrukteur      | Punkte |
| ---- | ------------------ | ----------------- | ------ |
| 13   | Johnny Herbert     | Stewart-Ford      | 2      |
| 14   | Olivier Panis      | Prost-Peugeot     | 2      |
| 15   | Jarno Trulli       | Prost-Peugeot     | 1      |
| 16   | Jean Alesi         | Sauber-Petronas   | 1      |
| 17   | Pedro de la Rosa   | Arrows            | 1      |
| 18   | Alessandro Zanardi | Williams-Supertec | 0      |
| 19   | Toranosuke Takagi  | Arrows            | 0      |
| 20   | Marc Gené          | Minardi-Ford      | 0      |
| 21   | Luca Badoer        | Minardi-Ford      | 0      |
| 22   | Jacques Villeneuve | BAR-Supertec      | 0      |
| 23   | Ricardo Zonta      | BAR-Supertec      | 0      |
| –    | Stéphane Sarrazin  | Minardi-Ford      | 0      |

### Konstrukteurswertung
| Pos. | Konstrukteur       | Punkte |
| ---- | ------------------ | ------ |
| 01   | McLaren-Mercedes   | 108    |
| 02   | Ferrari            | 102    |
| 03   | Jordan-Mugen-Honda | 57     |
| 04   | Williams-Supertec  | 30     |
| 05   | Stewart-Ford       | 17     |
| 06   | Benetton-Playlife  | 16     |

| Pos. | Konstrukteur    | Punkte |
| ---- | --------------- | ------ |
| 07   | Sauber-Petronas | 4      |
| 08   | Prost-Peugeot   | 3      |
| 09   | Arrows          | 1      |
| 10   | BAR-Supertec    | 0      |
| 11   | Minardi-Ford    | 0      |